# Eldad ha-Dani
 (avril 2018).
Si vous disposez d'ouvrages ou d'articles de référence ou si vous connaissez des sites web de qualité traitant du thème abordé ici, merci de compléter l'article en donnant les références utiles à sa vérifiabilité et en les liant à la section « Notes et références ».
Eldad ha-Dani ou Eldad HaDani (en hébreu: אלדד הדני) ou encore Eldad ben Mahli ha-Dani est un marchand voyageur du IXe siècle. Il prétend avoir été citoyen d'un "état juif indépendant" situé à l'est de l'Afrique, habité par des gens se déclarant descendants des tribus de Dan (d'où son nom: "ha-Dani" signifiant "le Danite"), d'Asher, de Gad, et de Nephtali. Partant de cet état hypothétique, Eldad visite la Babylonie, Kairouan, et l'Espagne, occasionnant partout où il passe une grande impression chez les Juifs par ses récits fantaisistes des Dix tribus perdues, et par les halakhot (lois juives) qu'il affirme avoir ramenées de son pays natal. Ces halakhot, écrites en hébreu, traitent de l'abattage et de l'examen subséquent de l'animal. Elles se différencient nettement des arrêtés talmudiques et auraient été introduites par Josué ou, selon une autre version [réf. nécessaire], par Othoniel Ben Kenaz. 
Les récits d'Eldad se propagent aussitôt et, comme d'habitude en tel cas, sont remodelés et amplifiés par les copistes et les éditeurs. Il n'y a pas moins de huit versions avec d'importantes différences. Le chapitre suivant est un résumé de la narration d'Eldad, d'après la plus complète de ces versions.   

## Ses voyages supposés
En quittant sa terre, "de l'autre côté de la rivière de Koush (probablement le Nil)", Eldad voyage avec un homme de la tribu d'Asher. Une grande tempête fait chavirer le bateau, mais Dieu avait préparé une planche pour lui et son compagnon, sur laquelle ils vont flotter jusqu'à un rivage habité par une tribu éthiopienne cannibale appelée Romrom. (pour l'existence d'une telle tribu à cette époque, voir Metz dans "Das Jüdische Litteraturblatt"; 1877, No. 41). L'Ashérite qui était gras, est mangé immédiatement, tandis qu'Eldad est mis dans une fosse pour être engraissé. Peu de temps après, une tribu d'adorateurs du feu assaille les cannibales et fait prisonnier Eldad. Il reste en captivité pendant quatre ans, puis ses ravisseurs l'emmènent dans la province d'Azanie (aujourd'hui la Somalie), ou selon une autre version, en Chine, où il est racheté par un marchand juif pour la somme de trente-deux pièces d'or. 
Eldad continue son voyage et rencontre la tribu d'Issacar, qui habite les hautes montagnes près du royaume des Mèdes et des Perses, leur terre s'étendant de chaque côté sur dix jours de marche. « Ils vivent en paix avec les autres, et toute leur énergie est consacrée à l'étude de la Loi; Leur seule arme est le couteau pour égorger les animaux». Leur juge et prince est appelé Nahshon et ils utilisent quatre méthodes pour l'application de la peine capitale. La tribu de Zabulon occupe la terre s'étendant de la province d'Arménie jusqu'au fleuve Euphrate. Derrière les montagnes de Paran, la tribu de Ruben leur fait face. La paix règne entre ces deux tribus; ils combattent en alliés et divisent le butin. Ils possèdent la Bible, la Mishna, le Talmud, et la Haggada.
La tribu d'Ephraïm et la demi-tribu de Manassé habitent dans les montagnes du sud de l'Arabie et sont très belliqueuses.  
La tribu de Siméon et l'autre demi-tribu de Manassé sont situées sur la terre des Khazars. Ils reçoivent des tributs de vingt-huit royaumes et de nombreux mahométans leur sont soumis.  
La tribu de Dan a émigré vers la terre de l'or, Havilah (Koush), peu de temps après la séparation du Royaume de Juda et du Royaume d'Israël. Les tribus de  Nephtali, de Gad, et d'Asher ont rejoint plus tard les Danites. Ils ont un roi appelé Adiel ben Malkiel, un prince du nom d'Elizaphan, de la maison d'Elihab, et un juge nommé Abdan ben Mishael, qui a le pouvoir d'infliger les quatre peines capitales prescrites dans la Loi. Les quatre tribus mènent une vie nomade et sont continuellement en guerre avec les cinq rois éthiopiens voisins. Chaque tribu est en campagne pendant trois mois, et chaque guerrier reste en selle sans mettre pied à terre d'un chabbat à l'autre. Ils possèdent la totalité des textes saints, mais ne lisent pas le Livre d'Esther (n'ayant pas été inclus dans son sauvetage miraculeux), ni le Livre des Lamentations (pour éviter son influence démoralisante). Ils possèdent le Talmud en pur hébreu, mais aucun des maîtres talmudiques n'est mentionné. Leur rituel provient de Josué qui l'a reçu de Moïse, qui lui-même l'a reçu du Tout-Puissant. Ils ne parlent que l'hébreu, Eldad lui-même affirme ne pas comprendre un mot d'éthiopien ni d'arabe.
De "l'autre côté de la rivière Koush" habitent les Bene Mosheh (tribu de Lévi). La rivière Sambation encercle leur terre. Elle charrie du sable et des pierres pendant les six jours de la semaine et s'arrête le chabbat. Du début du chabbat, jusqu'à la fin, du feu entoure la rivière, et nul humain ne peut s'en approcher à moins d'un demi-mile de chaque côté. Les quatre autres tribus communiquent avec les Bene Mosheh d'une rive à l'autre. Les Bene Mosheh habitent dans de magnifiques maisons et aucun animal impur ne peut être trouvé sur leur terre. Leur bétail et moutons ainsi que leur champ portent deux fois l'an. Aucun enfant ne meurt pendant la vie de ses parents qui vivent assez longtemps pour voir trois ou quatre générations. Ils ne ferment pas leurs maisons la nuit, car il n'y a pas ni voleur ni cruauté parmi eux. Ils parlent l'hébreu et ne jurent jamais au nom de Dieu.

## Réception de son histoire
Ce récit fantaisiste, dont on peut trouver l'origine dans la littérature aggadique qu'Eldad devait connaître de façon approfondie, a été accepté comme véridique par ses contemporains. Les habitants de Kairouan ont été, il est vrai, troublés par les différences entre ses halakhot et celles du Talmud, et par quelques expressions hébraïques étranges utilisées par Eldad; mais le gaon Ẓemaḥ ben Hayyim de Soura, dont ils avaient demandé l'opinion, les a tranquillisés, leur disant qu'il n'y avait rien d'étonnant que dans les quatre tribus, il y ait des points de désaccord avec le Talmud sur quelques points halakhiques. De plus, le gaon affirma qu'il connaissait Eldad par l'intermédiaire d'Isaac ben Mar et de R. Simḥah, avec qui le Danite était associé quand il était en Babylonie. Hasdaï ibn Shaprut cite Eldad dans sa lettre au roi des Khazars, et les halakhot d'Eldad sont utilisés aussi bien par les autorités rabbiniques que par les Karaïtes comme armes pour défendre leurs croyances respectives. Les autorités talmudiques telles que Rachi, Abraham ben David de Posquières (Rabad III), et Avraham Maïmonide citent Eldad comme une autorité indiscutable, et les lexicographes et grammairiens interprètent certains mots hébreux selon la signification qu'ils trouvent dans la phraséologie d'Eldad.

## Source du "Prêtre Jean"
L'influence du récit d'Eldad s'étend au-delà des cercles juifs. Il est la source d'une lettre apocryphe du prétendu "Prêtre Jean", qui apparaît au XIIe siècle. Dans le but de réfuter les assertions d'Eldad de l'existence d'un état juif indépendant, assertions contraires à l'enseignement de l'Église catholique, le rédacteur de cette lettre parle d'un prêtre qui régnait sur le grand royaume d'Éthiopie, et qui avait comme sujets quelques tribus juives, y compris celle des Bene Mosheh qui habitait derrière la rivière Sambation. 
Cependant, de nombreux écrivains du Moyen Âge expriment des doutes quant à la véracité du récit d'Eldad et de ses halakhot, et plus précisément Abraham ibn Ezra et Meïr de Rothenburg.

## Opinions modernes
Les critiques modernes sont divisés concernant Eldad : Simhah Pinsker, Heinrich Graetz, et Adolf Neubauer, voient en lui un missionnaire karaïte s'efforçant de discréditer le Talmud par ses déclarations concernant les quatre tribus qui ne connaissent pas les noms des Tannaim et des Amoraïm (docteurs de la Mishna et des Talmuds, respectivement), et dont les halakhot sont différentes de celles du Talmud. Cette opinion est réfutée par Moses Schorr et Adolf Jellinek (en), qui constatent que les halakhot d'Eldad contiennent des règles concernant l'examen des animaux abattus qui ne sont pas acceptées par les Karaïtes. P. Frankl considère Eldad comme un simple charlatan dont les dires et les faits ne méritent même pas l'attention. Reifmann dénie catégoriquement l'existence d'Eldad et considère que les lettres de la communauté de Kairouan et de Ẓemaḥ ben Ḥayyim de Soura sont des faux. Metz a été le premier à analyser le contenu du livre d'Eldad à la lumière des récits d'autres voyageurs. Abraham Epstein, a poursuivi la méthode de Metz et est parvenu à la conclusion que le livre d'Eldad est une sorte de roman historique où la vérité est mélangée avec l'imaginaire. Les halakhot sont, selon lui, authentiques et étaient en usage parmi les compatriotes d'Eldad, soit dans une province d'Afrique de l'Est, soit au Yémen, où les Juifs à cette époque connaissaient l'hébreu, mais pas le Talmud. Car Eldad selon lui, ne pouvait pas être originaire de l'Éthiopie, le pays des Beta Israel, qui eux ne parlaient que le guèze et dont aucune trace n'apparaît dans l'hébreu d'Eldad. On y trouve par contre quelques traces d'arabe, qu'Eldad devait connaître, bien qu'il prétende le contraire.

## Éditions
Le récit des voyages d'Eldad a été publié à partir de versions différentes: Mantoue (1480); Constantinople (1516; 1519); Venise (1544; 1605; 1648); Fürth avec une traduction en judéo-allemand par S. H. Weil (1769); Zolkiev (1772); Jessnitz (1772); Leghorn (1828); dans le "Bet ha-Midrash," de Jellinek  (iii., vi.) à  Presbourg (1891) (éditeur: Abraham Epstein). Les différences entre les différentes versions ont été recensées par D.H. Müller. 
Le récit d'Eldad a été traduit en latin par Gilbert Génébrard (Paris, 1584), et aussi anonymement en arabe (Saint-Pétersbourg MSS. Nos. 674, 703) et en allemand (Dessau, 1700; Jessnitz, 1723). Des extraits en hébreu ont été repris par Giulio Bartolocci et par Johann Andreas Eisenmenger. 
Une traduction en français a été faite par Eliakim Carmoly. Une traduction en anglais est donnée dans un livre de E. N. Adler.